# グレゴリー・クーペ
グレゴリー・クペ（Grégory Coupet, 1972年12月31日 - ）は、フランス共和国オート＝ロワール県ル・ピュイ＝アン＝ヴレ出身の元サッカー選手。現役時代のポジションはゴールキーパー。

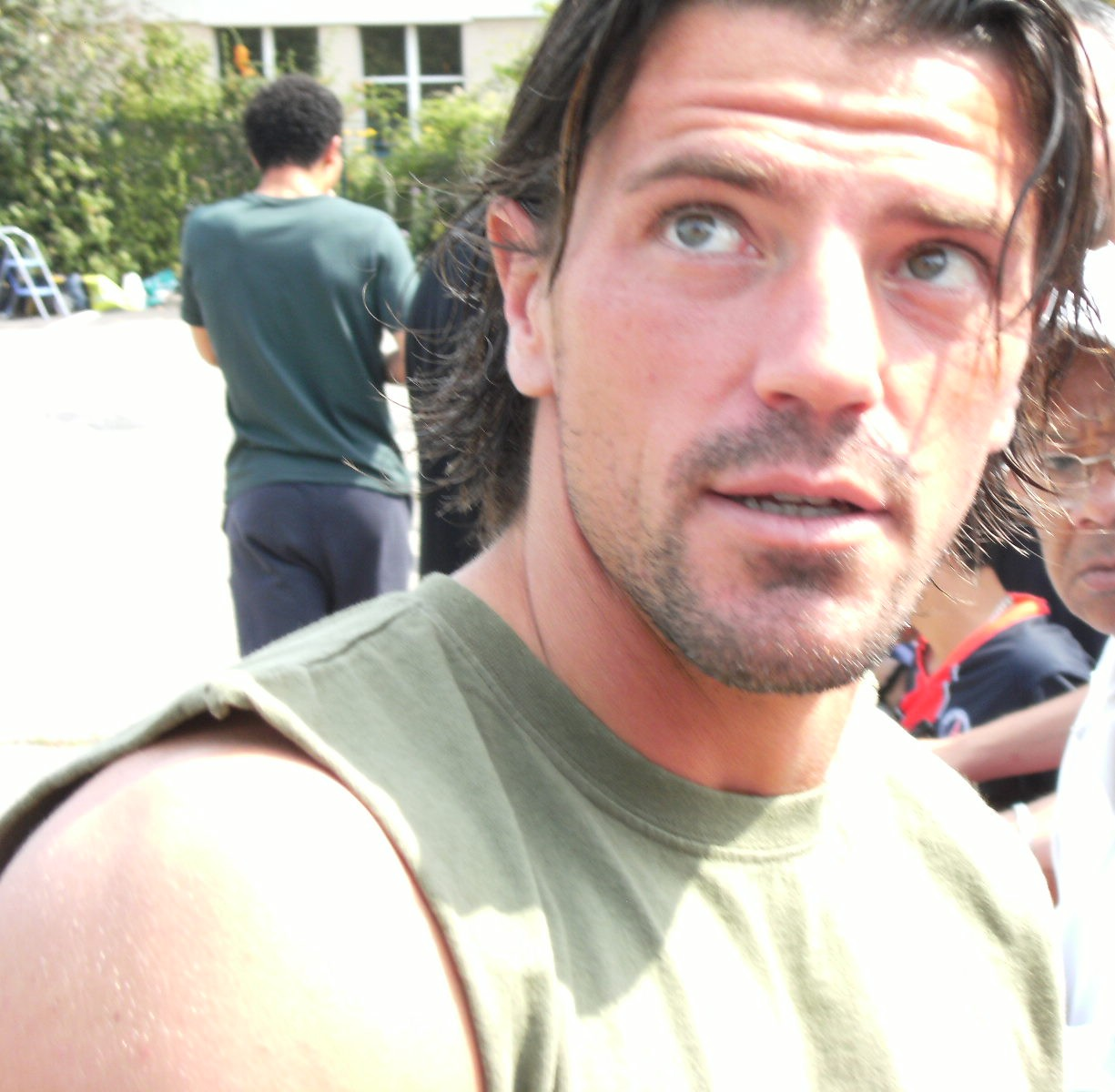
現役時代のクーペ

## クラブ経歴

### ASサンテティエンヌ
父親はゴールキーパーとしてプレーするプロサッカー選手であった。地元のクルブ・オリンピック・ル・ピュイでサッカーを始め、その後ASサンテティエンヌの下部組織に移った。1994年3月26日、アンジェSCO戦 (2-0) でトップチームデビューした。それから3シーズンでリーグ・アン通算88試合に出場し、1997年1月1日に最大のライバル・オリンピック・リヨンに移籍した。

### オリンピック・リヨン
リヨンに移籍して数シーズンは控えGKとして過ごしたが、2001-02シーズンにレギュラーの座を獲得した。同シーズンはリーグ戦34戦すべてにフル出場して32失点に抑え、1試合当たりの失点率が1を切る素晴らしい数字を残すとともにクラブ初のリーグ優勝を果たした。また、同シーズンのUEFAチャンピオンズリーグ・FCバルセロナ戦では2度の印象的なセーブを見せている。一つ目は、味方のバックパスが大きすぎてそのままゴールインしそうになったところをヘディングで枠外に弾き出して失点を防いだシーンであり、二つ目は、クロスバーに当たって跳ね返ったボールに対してリバウドが放った決定的なヘディングシュートを横っ跳びで防いだシーンである。2001-02シーズンから2007-08シーズンまでのリーグ7連覇すべてを経験し、2002-03シーズンから2005-06シーズンまで4シーズン連続でリーグ最優秀ゴールキーパー賞を受賞した。
2007年8月2日、トレーニング中に左膝靭帯断裂の重傷を負い、4日後に手術を受けたが2007-08シーズン前半戦を棒に振った。またUEFA EURO 2008予選でも数試合を欠場している。後に彼はリヨンの公式サイト内の番組では2007年9月から10月にフランスで開催されたラグビーワールドカップを引き合いに出して自虐した。負傷から約5ヶ月後の2008年1月6日、クープ・ドゥ・フランス・USクレテイユ＝リュシタノ戦(4-0)で試合に復帰した。シーズン終了後に契約満了で退団。11シーズンでリーグ戦通算370試合に出場し、クラブの黄金時代を支えた。

### アトレティコ・マドリード
2008年7月4日、スペインのアトレティコ・マドリードへ移籍した。移籍金は150万ユーロ（約2億4000万円）。しかしレオ・フランコからポジションを奪うには至らず、2008-09シーズンはリーグ戦6試合・UEFAチャンピオンズリーグ2試合の出場に終わった。

### パリ・サンジェルマンFC
2009年6月29日、パリ・サンジェルマンFCと2年契約を結び、母国復帰を果たした。リールに移籍したミカエル・ランドローの後継者として期待されたが、11月28日のAJオセール戦でボールをクリアした後に芝に脚をとられ左足首を骨折。チームメイトから「ストッキングから骨が飛出しているようだった」といわれるほどの重傷だったが、幸いにも脛骨や腓骨に損傷はなく最悪の事態は免れ、本人も現役続行の意思を表明した。2010-11シーズンは主にエデル・アプラ・エディマの控えとして過ごし、シーズン終了後に現役引退を発表した。

## 代表経歴
2001年6月に日本と韓国で開催されたFIFAコンフェデレーションズカップ2001のオーストラリア戦でフランス代表デビューした。この時すでに28歳であった。2002年には2002 FIFAワールドカップのメンバーに選ばれたが、GKファビアン・バルテズの控えを務めたため出場機会はなかった。2003年のFIFAコンフェデレーションズカップ2003では3試合連続完封を記録し、最終的に5試合で3失点に抑えて優勝を果たした。準決勝のトルコ戦直前、リヨンでかつてチームメイトであり親友でもあったMFマルク＝ヴィヴィアン・フォエが亡くなったことを知らされた際には、人目をはばからずに泣きじゃくった。2002-03シーズンは契約問題のもつれに奔走させられていたが、もうプロサッカー選手としてプレーしない可能性も含めて、フォエの死が人生における新たな視点を与えてくれたと語っている。

### 2006 FIFAワールドカップ
2006年2月、フランス・フットボール誌は「2006 FIFAワールドカップの守護神には誰がふさわしいか」という読者投票を行い、バルテズの28%を遥かに上回る69%もの得票を獲得した。2006 FIFAワールドカップ・ヨーロッパ予選ではバルテズが不祥事を起こして長期出場停止処分を受け、最初の10試合のうち6試合はクペが先発出場したが、レイモン・ドメネク監督は本大会でバルテズに背番号1を与え、クペは控えに回った。ドネメク監督が自身の好みでレギュラーを決めたなどの憶測がなされたため、クペ支持の世論の後押しを受け、2006年5月25日、クペはトレーニングキャンプ中にドメネク監督に抗議したが、後に抗議を撤回している。しかし、代表からの引退を表明した後、ドネメク監督のチームマネジメント方法を痛烈に批判した。

### UEFA EURO 2008
2006年8月にバルテズが現役引退を発表したため、クペが正GKの座に就いたが、UEFA EURO 2008予選の最初の2試合（0-1で敗れたスコットランド戦と5-0で勝利したフェロー諸島戦）は負傷などで欠場した。UEFA EURO 2008本大会ではレギュラーとしてプレーしたが、3試合で6失点を喫し、グループリーグ敗退に終わった。

### 2010 FIFAワールドカップ
2010 FIFAワールドカップ・ヨーロッパ予選ではウーゴ・ロリスとスティーヴ・マンダンダが起用され、数試合にベンチ入りしただけだった。2010 FIFAワールドカップの出場メンバーにはロリス、マンダンダとセドリック・キャラッソが選ばれ、クペは選考から漏れた。2010年7月1日、正式に代表引退を表明。「UEFA EURO 2012が開幕する頃には39歳になる。ロリスとマンダンダがいる以上、もう私の出番はない。バルテズに関して言うと、彼は私にとても良くしてくれた。彼が引退した時は、4～6年間は私が背番号1を背負えるのではないかと思っていたが、そうはならなかった。それゆえに私は代表からの引退を発表し、いかなる場合もフランス代表のユニフォームを着ることはない」と語った。

## 評価
かつてオリンピック・リヨンやフランス代表の監督を務めたジャック・サンティニは、クペを「トレーニングの段階からチームに影響を与える人格者」と評している。2005年、IFFHSの世界最優秀ゴールキーパー投票では43票を獲得し、ペトル・チェフ、ジーダ、ジャンルイジ・ブッフォンに次ぐ4位に選出された。すでに33歳であったが、トップ10に選ばれたのは初めてのことであった。また、2004年と2005年にはリーグ・アンの最優秀ゴールキーパー賞に選ばれている。

## 所属クラブ
- ASサンテティエンヌ 1993-1996.12
- オリンピック・リヨン 1997.1-2008
- アトレティコ・マドリード 2008-2009
- パリ・サンジェルマンFC 2009-2011

## 代表歴

### 出場大会
- フランス代表
  - 2002 FIFAワールドカップ
  - 2006 FIFAワールドカップ

### 試合数
- 国際Aマッチ 34試合 0得点（2001年-2008年）[14]

| フランス代表 | 国際Aマッチ | 国際Aマッチ |
| 年           | 出場        | 得点        |
| ------------ | ----------- | ----------- |
| 2001         | 1           | 0           |
| 2002         | 2           | 0           |
| 2003         | 3           | 0           |
| 2004         | 4           | 0           |
| 2005         | 8           | 0           |
| 2006         | 5           | 0           |
| 2007         | 4           | 0           |
| 2008         | 7           | 0           |
| 通算         | 34          | 0           |

## タイトル

### クラブ
- オリンピック・リヨン
  - リーグ・アン (7) : 2001-02, 2002-03, 2003-04, 2004-05, 2005-06, 2006-07, 2007-08
  - トロフェ・デ・シャンピオン (5) : 2003, 2004, 2005, 2007, 2008
  - クープ・ドゥ・ラ・リーグ (1) : 2001
  - クープ・ドゥ・フランス (1) : 2007-08
  - ピース・カップ (1) : 2007

### 代表
- フランス代表
  - FIFAコンフェデレーションズカップ (2) : 2001, 2003

### 個人
- リーグ・アン 最優秀ゴールキーパー賞 (4) : 2002-03, 2003-04, 2004-05, 2005-06